# Mary Ann Glendon

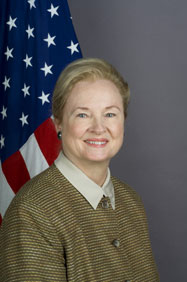
Mary Ann Glendon. Foto: Außenministerium der Vereinigten Staaten.

Mary Ann Glendon (* 7. Oktober 1938 in Pittsfield, Bundesstaat Massachusetts) ist eine US-amerikanische Juristin. Von Februar 2008 bis Januar 2009 war sie die Botschafterin der Vereinigten Staaten beim Heiligen Stuhl.

## Leben
Glendon absolvierte ein Jurastudium an der University of Chicago mit den Abschlüssen Bachelor of Arts (B.A.) 1959, Juris Doctor (J.D.) 1961 und Master of Comparative Law (M.Comp.L.) 1963. Es schloss sich ein zweijähriges Postgraduales Studium des Europäischen Rechts an der belgischen Université Libre de Bruxelles an und eine Tätigkeit als Justitiar bei der EWG. Zwischen 1963 und 1968 war sie in der Chicagoer Rechtsanwaltskanzlei Mayer, Brown & Platt tätig sowie als freiwilliger Anwalt der US-amerikanischen Bürgerrechtsbewegung. In dieser Zeit heiratete sie einen Afroamerikaner, trennte sich von ihm jedoch später wieder und ehelichte dann Edward R. Lev, einen Rechtsanwalt jüdischen Glaubens, mit dem sie heute in Chestnut Hill lebt. Sie hat drei Kinder, davon eines von ihrem ersten Mann.
Von 1968 bis 1986 unterrichtete sie an der privaten Boston College Law School. 1974 erhielt sie zunächst eine Gastprofessur an der University of Chicago Law School, 1986 dann eine ordentliche Professur. An der Päpstlichen Universität Gregoriana in Rom hatte sie bereits zweimal eine Gastprofessur inne. 1993 wurde sie auf die Learned Hand-Professur an der Harvard Law School berufen. Sie lehrt und veröffentlicht dort vor allem über Fragen der Bioethik, des vergleichenden Verfassungsrechts (der USA und Europa), des Eigentums und der Menschenrechte im Internationalen Recht. 1991 wurde sie zur Präsidentin der UNESCO-affiliierten International Association of Legal Science (IALS) gewählt.
Am 19. Januar 1994 berief Papst Johannes Paul II. Glendon als Gründungsmitglied in die neu gegründete Päpstlichen Akademie der Sozialwissenschaften. 1995 nahm sie als Leiterin der Delegation des Heiligen Stuhls an der 4. Weltfrauenkonferenz in Peking teil. Dort wurde sie kritisiert für die strikt ablehnende Haltung des Vatikans gegenüber dem Gebrauch von Kondomen und anderen Mitteln der Empfängnisverhütung, selbst als Vorsorge gegen AIDS.
Als sogenannte „Pro-life-Feministin“ begründet Glendon ihre Ablehnung von Abtreibungen mit feministischer Argumentation.
Das US-Fachblatt The National Law Journal bezeichnete Glendon 1998 als eine der fünfzig einflussreichsten Rechtsanwältinnen in Amerika.
2004 ernannte Papst Johannes Paul II. Glendon zur Präsidentin der Päpstlichen Akademie der Sozialwissenschaften. Sie wurde damit Nachfolgerin von Edmond Malinvaud und erste Frau in diesem Amt (und zweite Frau an der Spitze einer Päpstlichen Akademie, nach der Berufung von Letizia Pani Ermini zur Präsidentin der Pontificia Accademia Romana di Archeologia im Jahr 2003). Am 12. April 2014 trat Margaret S. Archer ihre Nachfolge an.
Am 5. November 2007 verkündete US-Präsident George W. Bush ihre Berufung zur Botschafterin der Vereinigten Staaten beim Heiligen Stuhl als Nachfolgerin von Francis Rooney. Die Ernennung wurde am 19. Dezember 2007 durch den US-Senat bestätigt, am 29. Februar 2008 folgte ein Empfang durch Papst Benedikt XVI. mit offizieller Übergabe des Akkreditierungsschreibens.
Glendon ist Mitglied im Päpstlichen Rat für die Laien und Päpstlichen Rat für die Familie in Rom. Sie wird in ihrer Position als „ranghöchste Frau in der katholischen Hierarchie“ bezeichnet. Von 2002 bis 2005 war sie Mitglied im Bioethikrat des US-Präsidenten und wurde zeitweise als eine mögliche Kandidatin von Präsident George W. Bush für den Obersten Gerichtshof der USA gehandelt. Im Vorwahlkampf zur US-Präsidentenwahl 2008 war sie bis zu ihrer Berufung als Botschafterin Mitglied im Beraterkomitee von Mitt Romney. Sie war bis dahin auch in den Beratergremien der rechtskonservativen Lobbyorganisationen Institute of Religion & Democracy und Catholic League vertreten.
Da Glendon ihre Botschaftertätigkeit von vornherein auf die Amtszeit von Präsident Bush beschränkt hatte, die im Januar 2009 endete, trat sie am 10. Januar 2009 den Abschiedsbesuch bei Papst Benedikt XVI. an. Nach Klärung ihrer Nachfolge will sie wieder an die Harvard-Universität zurückkehren.

## Zitat
“What is clearly ‘old-fashioned’ today is the old feminism of the 1970s – with its negative attitudes toward men, marriage and motherhood, and its rigid party line on abortion and gay rights.”

## Auszeichnungen
1988 gewann sie den Scribes Book Award der American Society of Writers (für Abortion and Divorce in Western Law), 1993 den Order of the Coif Triennial Book Award der Legal Academy (für The Transformation of Family Law). 1991 wurde sie in die American Academy of Arts and Sciences gewählt.
Sie erhielt mehrere Ehrendoktorwürden, beispielsweise von den Universitäten in Chicago, Louvain-la-Neuve (Belgien) und Navarra (Spanien). 2005 verlieh ihr die staatliche Stiftung National Endowment for the Humanities unter Anwesenheit von US-Präsident George W. Bush die National Humanities Medal.

## Veröffentlichungen (Auswahl)
- The New Family and the New Property (1981)
- Abortion and Divorce in Western Law (1987)
- The Transformation of Family Law (1989)
- Rights Talks (1991)
- A Nation Under Lawyers (1996)
- A World Made New: Eleanor Roosevelt and the Universal Declaration of Human Rights (2001)[5][6][7][8][9][10][11][12][13]